# Aleš Čerin
Aleš Čerin, slovenski odvetnik, politik in poslovnež, * 1949.
Leta 2006 je bil na Listi Zorana Jankovića izvoljen v Mestni svet Mestne občine Ljubljana in bil nato imenovan za podžupana. 
19. decembra 2011 ga je župan Mestne občine Ljubljane Zoran Janković imenoval za začasnega župana. Jankoviću je namreč 
21. decembra 2011 s potrditvijo poslanskega mandata županski mandat avtomatično prenehal.